# Guénrij Kasparián
Guénrij Moiséyevich Kasparián nació el 27 de febrero de 1910 en Tiflis y murió el 27 de diciembre de 1995 en Ereván. Ajedrecista armenio y compositor de estudios de ajedrez. Es considerado como uno de los mayores compositores de estudios de ajedrez de la historia. También fue un jugador de ajedrez activo, ganando el Campeonato de Armenia de ajedrez muchas veces. Es conocido también por la versión inglesa de su nombre: Genrikh Moiseyevich Kasparyan. 
Comparte su apellido armenio con el excampeón del mundo Gari Kaspárov.

## Libros
- Dominación en 2.545 Estudios por Genrikh Gasparyan. ISBN 0-923891-87-0
- Los Estudios Completos de Genrikh Kasparyan por John Roycroft.